# Calophya floricola
Calophya floricola (лат.) — вид мелких полужесткокрылых насекомых рода Calophya из семейства Calophyidae.

## Распространение
Встречаются в Неотропике (Перу, Чили).

## Описание
Мелкие полужесткокрылые насекомые. Внешне похожи на цикадок, задние ноги прыгательные. От других видов отличается наличием очень длинных щетинок на темени, удлиненной субгенитальной пластинкой самца и стиливидными парамерами. Окраска от зеленоватого до желтоватого; голова бледно-желтоватая; усики сероватые с коричневой вершиной. Ноги грязно-желтоватые с серовато-коричневыми лапками. Передние крылья прозрачные, с сероватыми прожилками. Части женских гениталий коричневого цвета. Передние перепончатые крылья более плотные и крупные, чем задние; в состоянии покоя сложены крышевидно. Лапки имеют 2 сегмента. Антенны короткие, имеют 10 сегментов. Голова широкая как переднеспинка.
Взрослые особи и нимфы питаются, высасывая сок растений. В основном связаны с растениями рода шинус (Schinus) семейства анакардиевые. Вид был впервые описан в 2000 году швейцарским колеоптерологом Даниэлем Буркхардтом (Naturhistorisches Museum, Базель, Швейцария) и его коллегой Ив Бассетом (Smithsonian Tropical Research Institute, Панама) .